# 二木生村
二木生村（にきぶむら）は、1954年（昭和29年）まで愛媛県西宇和郡にあった村である。
現在の西予市の最西部に位置する農漁村であった。昭和の合併で三瓶町、さらに平成の合併で西予市となり現在に至っている。

## 地理
現在の西予市の最西部。西と南は宇和海に面しており、南は奥深く切れ込んで三瓶湾を形成している。北は真穴村に、東は双岩村と三瓶町に接している。背後は山々。
- 島 巴理島（びりじま、無人島）、コテイ島（幕末頃埋立られた陸繋島）
- 岬 須崎

地名の由来
明治の合併の際の旧村（浦）である、周木（しゅうき）、二及（にぎゅう）、垣生（はぶ）の一字ずつ取ってくっつけた合成地名。

## 歴史
藩政期
- 初め宇和島藩領。
- 明暦3年からは、二及浦、周木浦、垣生浦の3浦ともに伊予吉田藩領となる。
- 幕末頃、コテイ島との間が埋め立てられる。

明治以降
- 1889年（明治22年）12月15日 - 町村制・市制施行時、周木、二及、垣生の3つの浦の合併により二木生村となる。
- 1896年（明治29年） - 垣生に伊予垣生織物改良組合設立。
- 1902年（明治35年） - 周木・二木生に実習補習学校開校。
- 1903年（明治36年） - 二及漁業組合、周木漁業組合、垣生漁業組合設立。
- 1906年（明治39年） - 二木信用組合設立。
- 1906年（明治39年） - 村内を海岸づたいに結ぶ村道工事始まる（明治41年完成）。
- 1907年（明治40年） - 同村道、朝立とつながる。
- 1908年（明治41年） - 二及郵便局開局。
- 1911年（明治44年） - 宇和島運輸の八幡浜-宇和島航路の周木、二及、垣生各港への寄航始まる。
- 1948年（昭和23年） - 大字二及から長早が大字として分離独立、大字は計4となる。
- 1955年（昭和30年）1月1日 - 三瓶町・三島村、および双岩村大字和泉および大字布喜川の一部との合併により三瓶町となる。

```
二木生村の系譜
（町村制実施以前の村）　（明治期）
　　　　　　　　　　　　町村制施行時
朝立　　　━━━━┓
津布　　　━━━━┫　　　　　　　　　　町制施行（大正10年9月3日）
安土　　　━━━━╋━　三瓶村  ━━━　三瓶町　━━┓
有綱代　　━━━━┛　　　　　　　　　　　　　　　　┃
　　　　　　　　　　　　　　　　　　　　　　　　　　┃
周木　　　━━━━┓　　　　　　　　　　　　　　　　┃
二及　　　━━━━╋━　二木生村　━━━━━━━━━┫
垣生　　　━━━━┛　　　　　　　　　　　　　　　　┃
　　　　　　　　　　　　　　　　　　　　　　　　　　┣━━　三瓶町
有太刀　　━━━━┓　　　　　　　　　　　　　　　　┃（昭和30年1月1日）
蔵貫　　　━━━━┫　　　　　　　　　　　　　　　　┃
皆江　　　━━━━╋━━　三島村　━━━━━━━━━┫
下泊　　　━━━━┛　　　　　　　　　　　　　　　　┃
　　　　　　　　　　　　　　　　　　　　　　双岩村大字和泉及び布喜川の一部

（注記）三瓶町の平成の合併の系譜については、三瓶町の記事を参照のこと。

```

## 地域
明治の合併前の村である、周木（しゅうき）・二及（にぎゅう）・垣生（はぶ）がそのまま大字となった。昭和23年に二及から長早（ながはや）が分離し、大字となる。西から東へ向かって周木、長早、二及、垣生と浦が連なる。

## 行政
役場
大字二及におかれていた。

## 産業
農業
米、麦のほか、甘藷芋、柑橘、繭等を産した。
漁業
当村の地域は藩政期から鰯漁が盛んであった。明治30年代以降の近海漁業は周木地区で盛んで、朝鮮半島近海にも出漁していた。昭和初期にはカジキマグロの突棒漁法が導入され、土佐沖を主漁場とし、東は房総半島沖合い、西は東シナ海まで出漁していた。魚類や真珠の養殖が導入されるのは三瓶町になって後のことである。
工業
明治末期から八幡浜から広まった織物業が家内工業として盛んになり、大字垣生に伊予垣生織物改良組合が設立された。
海運
大正時代に鮮魚や木材の運搬から海運業が大字二及に興り、近海漁業の不振にともなう転業もあって、船主が増えていった。

## 交通
鉄道はない。海岸線に沿っている村道（後の主要地方道八幡浜三瓶吉田線、今日の国道378号）が村外と結ぶ事実上唯一の道路。
当村を含む宇和海沿岸の浦は、海上交通が重要な役割りを担い、明治40年代には宇和島運輸の八幡浜-宇和島航路が各浦に寄航していた。